# 베이징 제3중고등학교
중공 베이징 제3중학(中共 北京市第三中学)은 중화인민공화국 베이징에 있는 공립 중고등학교이다.

## 교내 주요 연혁
- 청나라 세종 옹정제 치세 시절 1724년 5월 27일을 기하여 옌징 팔기제2고등소학당(燕京 八旗第二高等小学堂)으로 첫 개교.
- 청나라 덕종 광서제 치세 시절 1907년 9월 29일을 기하여 서태후의 건의로 인하여 옌징 징쓰제2소학당(燕京 第二高等小学堂)으로 교명 개칭.
- 1912년 2월 12일을 기하여 청나라가 멸국되고 중화민국 국민정부가 창건되면서 1912년 2월 15일을 기하여 베이핑 징쓰 국민제2소학교으로 교명 재개칭.
- 1941년 2월 1일, 베이핑 시가 베이징 시로 승격되면서 베이징 징쓰 국민제2소학교로 세번째 교명 개칭.
- 1949년 10월 1일, 중화민국 국민정부 체제가 타이완으로 망명한 후 대륙 본토에 중공 인민정부 수립이 되면서 1949년 10월 12일을 기하여 베이징 제3중고등학교로 학교 체제 개편 단행.